# 2000년 뉴욕 영화 비평가 협회상
제66회 뉴욕 영화 비평가 협회상은 2001년 1월 14일에 열린 시상식이다.

## 수상 및 후보

### 작품상
- 트래픽 수상
- 와호장룡
- 환락의 집

### 감독상
- 에린 브로코비치, 트래픽 - 스티븐 소더버그 수상
- 와호장룡 - 리안
- 환락의 집 - 테렌스 데이비스

### 각본상
- 유 캔 카운트 온 미 - 케네스 로너건 수상

### 여우주연상
- 유 캔 카운트 온 미 - 로라 리니 수상
- 환락의 집 - 질리언 앤더슨
- 어둠 속의 댄서 - 비요크

### 남우주연상
- 캐스트 어웨이 - 톰 행크스 수상
- 비포 나잇 폴스 - 하비에르 바르뎀
- 트래픽 - 베니시오 델 토로

### 여우조연상
- 폴락 - 마샤 게이 하든 수상
- 올모스트 페이머스 - 프랜시스 맥도먼드
- 리퀴엠 - 엘런 버스틴

### 남우조연상
- 트래픽 - 베니시오 델 토로 수상
- 뱀파이어의 그림자 - 윌럼 더포
- 베스트 쇼 - 프레드 윌러드

### 촬영상
- 와호장룡 - 포덕희 수상

### 애니메이션상
- 치킨 런

### 다큐멘터리상
- 행크 그린버그의 인생과 시간

### 외국영화상
- 하나 그리고 둘 수상
- 와호장룡

### 신인작품상
- 조지 워싱톤 수상

### 특별상
- 리피피 - 줄스 더신 수상